# العصر الثلاثي
الثلاثي أو الترياسي (باللاتينية: Triassic)، وهو أول العصور الثلاثة وأقصرها من حقبة الحياة الوسطى ودهر البشائر، امتد من 251.902  ± 0.024 إلى 201.4  ± 0.2 مليون سنة مضت، لمدة 50.502 مليون سنة تقريبا. يسبقه البرمي، ويليه الجوراسي. تتميز بدايته ونهايته بأحداث انقراضات كبيرة.
بدأ العصر الثلاثي في أعقاب حدث انقراض البرمي-الثلاثي، الذي ترك المحيط الحيوي للأرض مفقرا؛ وفي منتصف العصر الثلاثي كان جيدا قبل أن تستعيد الحياة تنوعها السابق. كانت وحشيات الأقواس والأركوصورات هي الفقاريات الأرضية الرئيسية خلال هذا الوقت. وتوجد مجموعة فرعية خاصة من الأركوصورات تسمى الديناصورات، وقد ظهرت لأول مرة في أواخر العصر الثلاثي لكنها لم تهيمن حتى العصر الجوراسي التالي.
أولى الثدييات الحقيقية، نفسها كانت مجموعة فرعية متخصصة من وحشيات الأقواس، وقد تطورت أيضا خلال هذه الفترة، بالإضافة إلى أول الفقاريات الطائرة التيروصورات التي تشبه الديناصورات، فقد كانت مجموعة فرعية متخصصة من الأركوصورات.
كانت القارة العظمى بانجيا موجودة حتى منتصف العصر الثلاثي، وبعد ذلك بدأت بالانقسام تدريجياً إلى كتلتين أرضيتين منفصلتين، هما لوراسيا إلى الشمال وغندوانا إلى الجنوب.
كان المناخ العالمي خلال العصر الثلاثي ساخنا وجافًا في الغالب، مع صحاري كانت تغطي الكثير من المناطق الداخلية من قارة بانجيا. لكن المناخ تغير وأصبح أكثر رطوبة حيث بدأت بانجيا بالانحراف بعيدا. وتميزت نهاية هذا العصر بانقراض جماعي كبير آخر أطلق عليه اسم حدث انقراض الثلاثي-الجوراسي، الذي قضى على الكثير من المجموعات مما سمح للديناصورات بالسيطرة في العصر الجوراسي.

## التسمية
تم تسمية العصر الثلاثي في عام 1834 من قبل فريدريك أوقست فون البرتي، وذلك حسب سلسلة الطبقات الصخرية الثلاثة المميزة (من الإغريقية "triás" التي تعني "ثالُوث، ثُلاَثِيّ") والمنتشرة في جنوب ألمانيا: السفلية الحجر الرملي الملون (Buntsandstein)، الوسطى الحجر الجيري الحامل للأصداف (Muschelkalk)، العليا الصلصال الملون (Keuper).

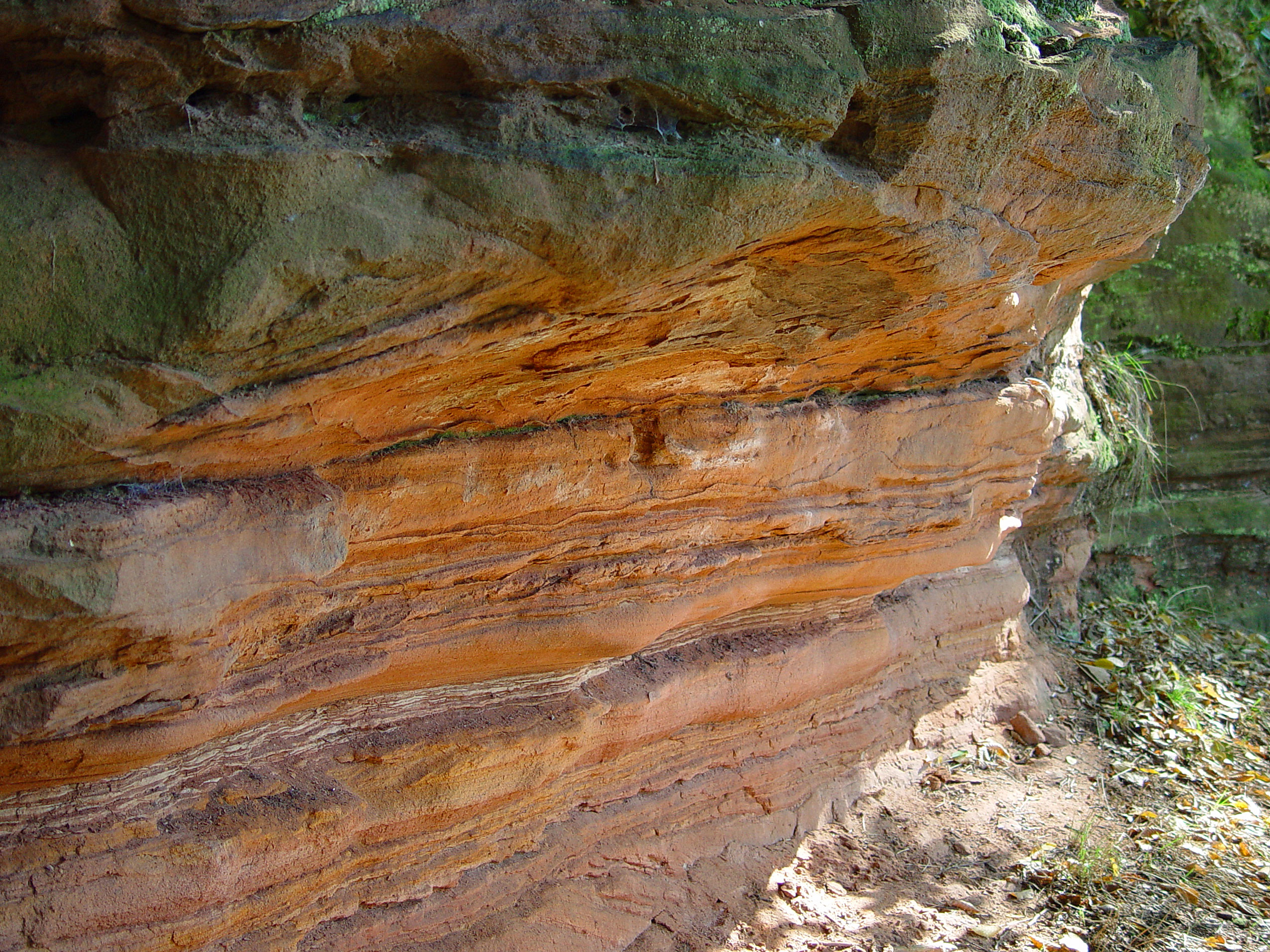
حجر رملي من الثلاثي المبكر (Buntsandstein) بالقرب من شتاترودا الألمانية.
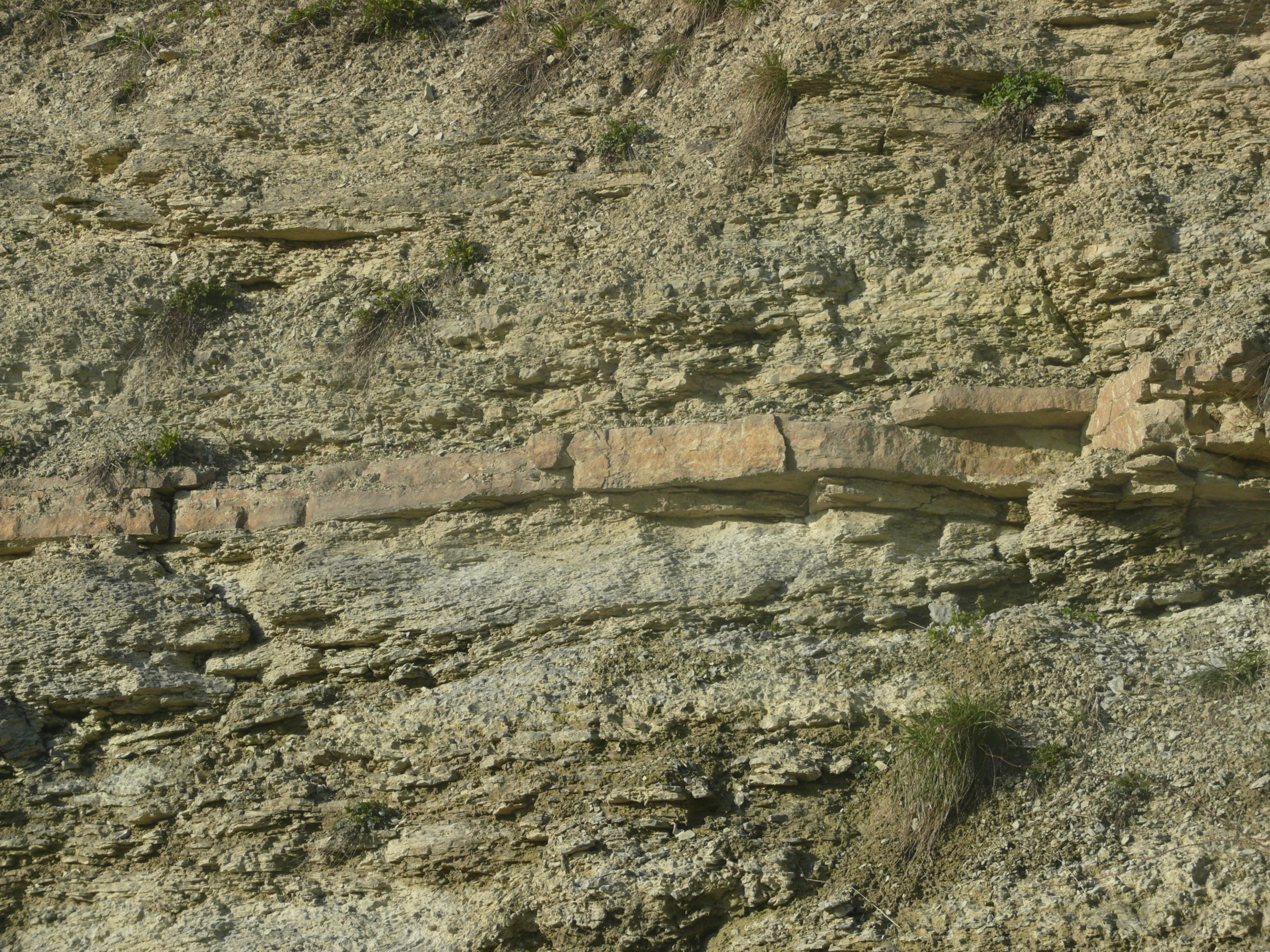
حجر جيري حامل للأصداف من الثلاثي الأوسط (Muschelkalk) بالقرب من دورزباخ الألمانية.
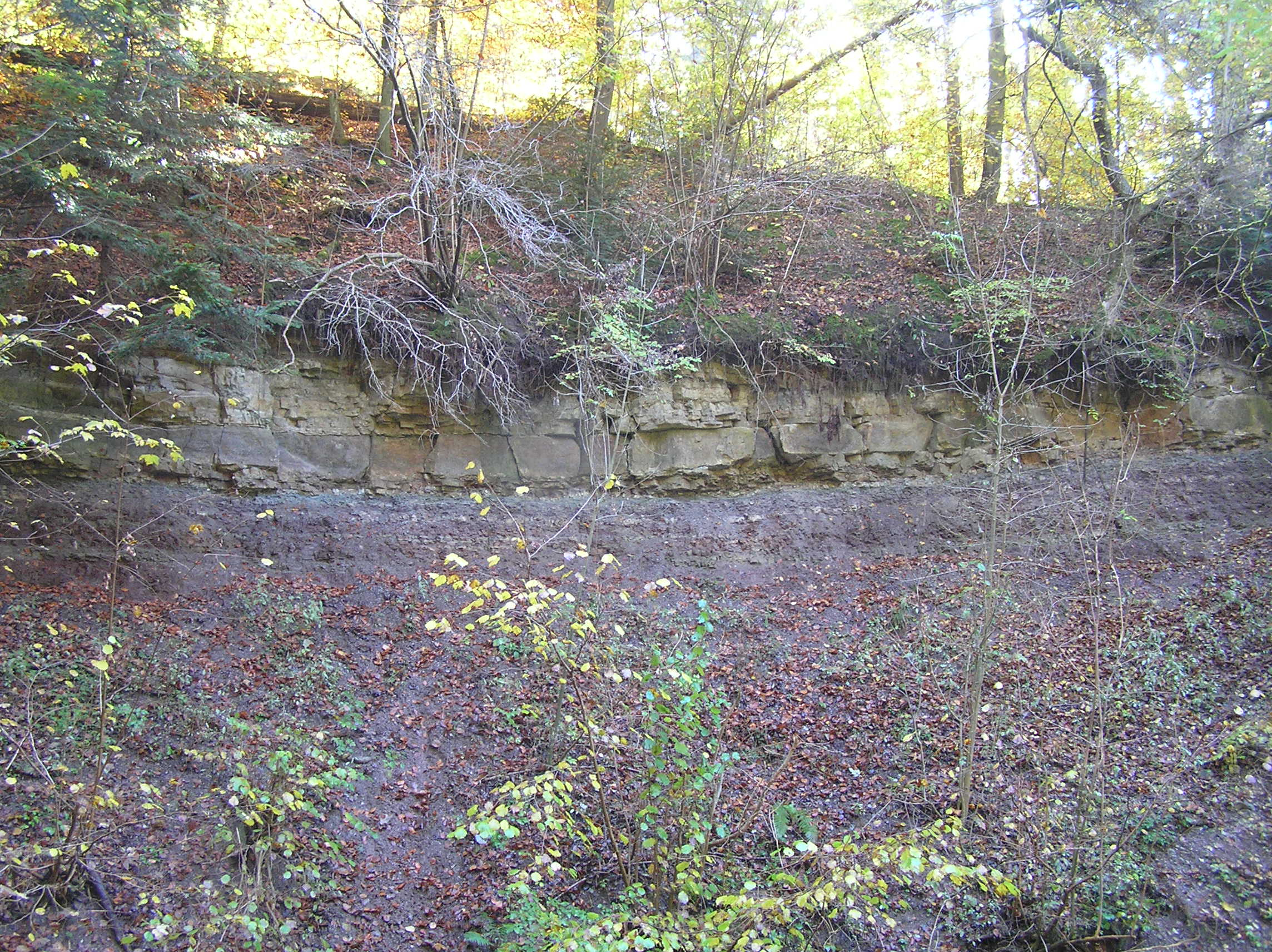
تكوين شتيجروالد وتكوين هاسبيرج الذي يعلوه من الثلاثي المتأخر، في شونبوخ الألمانية.

## الأقسام الفرعية
تم تقسيم العصر الثلاثي إلى ثلاثة فترات الثلاثي المبكر، والأوسط، والمتأخر، وبالنسبة إلى طبقات الصخور فيطلق عليها الثلاثي السفلي، والأوسط، والعلوي. وبالنسبة إلى المراحل هي:
| العصر    | الفترة   | المرحلة    | أهم الأحداث | البداية (م.س.مضت) |
| -------- | -------- | ---------- | --- | ----------------- |
| الجوراسي | المبكر   | الهتانجي   | أحدث | أحدث              |
| الثلاثي  | المتأخر  | الرايتاني  | - أحداث جيولوجية: تكون جبال الأنديز في أميركا الجنوبية. وتكون الجبال السيمرية في آسيا. وبداية تكون جبال رانجيتاتا في نيوزيلندا. نهاية حركة تكون جبال هنتر-بوين في شمال أستراليا، وكوينزلاند ونيوساوث ويلز (تقريبا قبل 260 - 225 مليون سنة). - أحداث حيوية : أصبحت الأركوصورات مثل أشباه السوكيات مهيمنة في البر، أما في الهواء فقد هيمنت التيروصورات. وقد نشأت الديناصورات كذلك من الأركوصورات ثنائية الأرجل. هيمنة الإكتيوصورات والنوتوصورات (مجموعة من العظائيات الزعنفية) على الحيوانات البحرية الكبيرة. أصبحت كلبيات الأسنان أصغر حجمًا وأكثر نشاطا بالليل، لتصبح في النهاية أول الثدييات الحقيقية، بينما انقرضت مندمجات الأقواس الأخرى المتبقية. أنتشرت الرنكوصورات (أقارب الأركوصورات). ظلت السرخسيات البذرية المسماة ديكروديوم شائعة في غندوانا، قبل أن تحل محلها عاريات البذور المتقدمة. كثرت البرمائيات الكبيرة مثل مقسومات الفقار. شاعت الأمونيتات السيراتيتيدية بشكل كبير. ظهرت المرجانيات الحديثة والأسماك العظمية، وكذلك العديد من رتب من الحشرات الحديثة ورتبها الفرعية. ظهور نجم البحر. حدث الكارناني الممطر حوالي 234-232 مليون سنة سمح للديناصورات الأولى والعظايا الحرشفية (بما في ذلك منقاريات الرأس) بالانشار. حدث انقراض الثلاثي-الجوراسي منذ 201 مليون سنة، مما أدى إلى محو جميع مخروطيات الأسنان وآخر نظيرات الزواحف، والعديد من الزواحف البحرية (على سبيل المثال جميع العظائيات الزعنفية باستثناء البليزوصورات وجميع الإكتيوصورات باستثناء صغيرات الحوض)، وجميع التماسيح باستثناء أشباه التمساحيات، والتيروصورات، والديناصورات، والعديد من الأمونيتات (بما في ذلك السيراتيتيدا بأكملها)، وذوات الصدفتين، وعضديات الأرجل، والشعاب المرجانية والإسفنج. ظهور الدياتومات. | ≈205.7            |
| الثلاثي  | المتأخر  | النوري     | - أحداث جيولوجية: تكون جبال الأنديز في أميركا الجنوبية. وتكون الجبال السيمرية في آسيا. وبداية تكون جبال رانجيتاتا في نيوزيلندا. نهاية حركة تكون جبال هنتر-بوين في شمال أستراليا، وكوينزلاند ونيوساوث ويلز (تقريبا قبل 260 - 225 مليون سنة). - أحداث حيوية : أصبحت الأركوصورات مثل أشباه السوكيات مهيمنة في البر، أما في الهواء فقد هيمنت التيروصورات. وقد نشأت الديناصورات كذلك من الأركوصورات ثنائية الأرجل. هيمنة الإكتيوصورات والنوتوصورات (مجموعة من العظائيات الزعنفية) على الحيوانات البحرية الكبيرة. أصبحت كلبيات الأسنان أصغر حجمًا وأكثر نشاطا بالليل، لتصبح في النهاية أول الثدييات الحقيقية، بينما انقرضت مندمجات الأقواس الأخرى المتبقية. أنتشرت الرنكوصورات (أقارب الأركوصورات). ظلت السرخسيات البذرية المسماة ديكروديوم شائعة في غندوانا، قبل أن تحل محلها عاريات البذور المتقدمة. كثرت البرمائيات الكبيرة مثل مقسومات الفقار. شاعت الأمونيتات السيراتيتيدية بشكل كبير. ظهرت المرجانيات الحديثة والأسماك العظمية، وكذلك العديد من رتب من الحشرات الحديثة ورتبها الفرعية. ظهور نجم البحر. حدث الكارناني الممطر حوالي 234-232 مليون سنة سمح للديناصورات الأولى والعظايا الحرشفية (بما في ذلك منقاريات الرأس) بالانشار. حدث انقراض الثلاثي-الجوراسي منذ 201 مليون سنة، مما أدى إلى محو جميع مخروطيات الأسنان وآخر نظيرات الزواحف، والعديد من الزواحف البحرية (على سبيل المثال جميع العظائيات الزعنفية باستثناء البليزوصورات وجميع الإكتيوصورات باستثناء صغيرات الحوض)، وجميع التماسيح باستثناء أشباه التمساحيات، والتيروصورات، والديناصورات، والعديد من الأمونيتات (بما في ذلك السيراتيتيدا بأكملها)، وذوات الصدفتين، وعضديات الأرجل، والشعاب المرجانية والإسفنج. ظهور الدياتومات. | ≈227.3            |
| الثلاثي  | المتأخر  | الكارني    | - أحداث جيولوجية: تكون جبال الأنديز في أميركا الجنوبية. وتكون الجبال السيمرية في آسيا. وبداية تكون جبال رانجيتاتا في نيوزيلندا. نهاية حركة تكون جبال هنتر-بوين في شمال أستراليا، وكوينزلاند ونيوساوث ويلز (تقريبا قبل 260 - 225 مليون سنة). - أحداث حيوية : أصبحت الأركوصورات مثل أشباه السوكيات مهيمنة في البر، أما في الهواء فقد هيمنت التيروصورات. وقد نشأت الديناصورات كذلك من الأركوصورات ثنائية الأرجل. هيمنة الإكتيوصورات والنوتوصورات (مجموعة من العظائيات الزعنفية) على الحيوانات البحرية الكبيرة. أصبحت كلبيات الأسنان أصغر حجمًا وأكثر نشاطا بالليل، لتصبح في النهاية أول الثدييات الحقيقية، بينما انقرضت مندمجات الأقواس الأخرى المتبقية. أنتشرت الرنكوصورات (أقارب الأركوصورات). ظلت السرخسيات البذرية المسماة ديكروديوم شائعة في غندوانا، قبل أن تحل محلها عاريات البذور المتقدمة. كثرت البرمائيات الكبيرة مثل مقسومات الفقار. شاعت الأمونيتات السيراتيتيدية بشكل كبير. ظهرت المرجانيات الحديثة والأسماك العظمية، وكذلك العديد من رتب من الحشرات الحديثة ورتبها الفرعية. ظهور نجم البحر. حدث الكارناني الممطر حوالي 234-232 مليون سنة سمح للديناصورات الأولى والعظايا الحرشفية (بما في ذلك منقاريات الرأس) بالانشار. حدث انقراض الثلاثي-الجوراسي منذ 201 مليون سنة، مما أدى إلى محو جميع مخروطيات الأسنان وآخر نظيرات الزواحف، والعديد من الزواحف البحرية (على سبيل المثال جميع العظائيات الزعنفية باستثناء البليزوصورات وجميع الإكتيوصورات باستثناء صغيرات الحوض)، وجميع التماسيح باستثناء أشباه التمساحيات، والتيروصورات، والديناصورات، والعديد من الأمونيتات (بما في ذلك السيراتيتيدا بأكملها)، وذوات الصدفتين، وعضديات الأرجل، والشعاب المرجانية والإسفنج. ظهور الدياتومات. | ≈237              |
| الثلاثي  | الأوسط   | اللاديني   | - أحداث جيولوجية: تكون جبال الأنديز في أميركا الجنوبية. وتكون الجبال السيمرية في آسيا. وبداية تكون جبال رانجيتاتا في نيوزيلندا. نهاية حركة تكون جبال هنتر-بوين في شمال أستراليا، وكوينزلاند ونيوساوث ويلز (تقريبا قبل 260 - 225 مليون سنة). - أحداث حيوية : أصبحت الأركوصورات مثل أشباه السوكيات مهيمنة في البر، أما في الهواء فقد هيمنت التيروصورات. وقد نشأت الديناصورات كذلك من الأركوصورات ثنائية الأرجل. هيمنة الإكتيوصورات والنوتوصورات (مجموعة من العظائيات الزعنفية) على الحيوانات البحرية الكبيرة. أصبحت كلبيات الأسنان أصغر حجمًا وأكثر نشاطا بالليل، لتصبح في النهاية أول الثدييات الحقيقية، بينما انقرضت مندمجات الأقواس الأخرى المتبقية. أنتشرت الرنكوصورات (أقارب الأركوصورات). ظلت السرخسيات البذرية المسماة ديكروديوم شائعة في غندوانا، قبل أن تحل محلها عاريات البذور المتقدمة. كثرت البرمائيات الكبيرة مثل مقسومات الفقار. شاعت الأمونيتات السيراتيتيدية بشكل كبير. ظهرت المرجانيات الحديثة والأسماك العظمية، وكذلك العديد من رتب من الحشرات الحديثة ورتبها الفرعية. ظهور نجم البحر. حدث الكارناني الممطر حوالي 234-232 مليون سنة سمح للديناصورات الأولى والعظايا الحرشفية (بما في ذلك منقاريات الرأس) بالانشار. حدث انقراض الثلاثي-الجوراسي منذ 201 مليون سنة، مما أدى إلى محو جميع مخروطيات الأسنان وآخر نظيرات الزواحف، والعديد من الزواحف البحرية (على سبيل المثال جميع العظائيات الزعنفية باستثناء البليزوصورات وجميع الإكتيوصورات باستثناء صغيرات الحوض)، وجميع التماسيح باستثناء أشباه التمساحيات، والتيروصورات، والديناصورات، والعديد من الأمونيتات (بما في ذلك السيراتيتيدا بأكملها)، وذوات الصدفتين، وعضديات الأرجل، والشعاب المرجانية والإسفنج. ظهور الدياتومات. | 241.464 ± 0.28    |
| الثلاثي  | الأوسط   | الأنيسي    | - أحداث جيولوجية: تكون جبال الأنديز في أميركا الجنوبية. وتكون الجبال السيمرية في آسيا. وبداية تكون جبال رانجيتاتا في نيوزيلندا. نهاية حركة تكون جبال هنتر-بوين في شمال أستراليا، وكوينزلاند ونيوساوث ويلز (تقريبا قبل 260 - 225 مليون سنة). - أحداث حيوية : أصبحت الأركوصورات مثل أشباه السوكيات مهيمنة في البر، أما في الهواء فقد هيمنت التيروصورات. وقد نشأت الديناصورات كذلك من الأركوصورات ثنائية الأرجل. هيمنة الإكتيوصورات والنوتوصورات (مجموعة من العظائيات الزعنفية) على الحيوانات البحرية الكبيرة. أصبحت كلبيات الأسنان أصغر حجمًا وأكثر نشاطا بالليل، لتصبح في النهاية أول الثدييات الحقيقية، بينما انقرضت مندمجات الأقواس الأخرى المتبقية. أنتشرت الرنكوصورات (أقارب الأركوصورات). ظلت السرخسيات البذرية المسماة ديكروديوم شائعة في غندوانا، قبل أن تحل محلها عاريات البذور المتقدمة. كثرت البرمائيات الكبيرة مثل مقسومات الفقار. شاعت الأمونيتات السيراتيتيدية بشكل كبير. ظهرت المرجانيات الحديثة والأسماك العظمية، وكذلك العديد من رتب من الحشرات الحديثة ورتبها الفرعية. ظهور نجم البحر. حدث الكارناني الممطر حوالي 234-232 مليون سنة سمح للديناصورات الأولى والعظايا الحرشفية (بما في ذلك منقاريات الرأس) بالانشار. حدث انقراض الثلاثي-الجوراسي منذ 201 مليون سنة، مما أدى إلى محو جميع مخروطيات الأسنان وآخر نظيرات الزواحف، والعديد من الزواحف البحرية (على سبيل المثال جميع العظائيات الزعنفية باستثناء البليزوصورات وجميع الإكتيوصورات باستثناء صغيرات الحوض)، وجميع التماسيح باستثناء أشباه التمساحيات، والتيروصورات، والديناصورات، والعديد من الأمونيتات (بما في ذلك السيراتيتيدا بأكملها)، وذوات الصدفتين، وعضديات الأرجل، والشعاب المرجانية والإسفنج. ظهور الدياتومات. | 246.7             |
| الثلاثي  | المبكر   | الأولنكي   | - أحداث جيولوجية: تكون جبال الأنديز في أميركا الجنوبية. وتكون الجبال السيمرية في آسيا. وبداية تكون جبال رانجيتاتا في نيوزيلندا. نهاية حركة تكون جبال هنتر-بوين في شمال أستراليا، وكوينزلاند ونيوساوث ويلز (تقريبا قبل 260 - 225 مليون سنة). - أحداث حيوية : أصبحت الأركوصورات مثل أشباه السوكيات مهيمنة في البر، أما في الهواء فقد هيمنت التيروصورات. وقد نشأت الديناصورات كذلك من الأركوصورات ثنائية الأرجل. هيمنة الإكتيوصورات والنوتوصورات (مجموعة من العظائيات الزعنفية) على الحيوانات البحرية الكبيرة. أصبحت كلبيات الأسنان أصغر حجمًا وأكثر نشاطا بالليل، لتصبح في النهاية أول الثدييات الحقيقية، بينما انقرضت مندمجات الأقواس الأخرى المتبقية. أنتشرت الرنكوصورات (أقارب الأركوصورات). ظلت السرخسيات البذرية المسماة ديكروديوم شائعة في غندوانا، قبل أن تحل محلها عاريات البذور المتقدمة. كثرت البرمائيات الكبيرة مثل مقسومات الفقار. شاعت الأمونيتات السيراتيتيدية بشكل كبير. ظهرت المرجانيات الحديثة والأسماك العظمية، وكذلك العديد من رتب من الحشرات الحديثة ورتبها الفرعية. ظهور نجم البحر. حدث الكارناني الممطر حوالي 234-232 مليون سنة سمح للديناصورات الأولى والعظايا الحرشفية (بما في ذلك منقاريات الرأس) بالانشار. حدث انقراض الثلاثي-الجوراسي منذ 201 مليون سنة، مما أدى إلى محو جميع مخروطيات الأسنان وآخر نظيرات الزواحف، والعديد من الزواحف البحرية (على سبيل المثال جميع العظائيات الزعنفية باستثناء البليزوصورات وجميع الإكتيوصورات باستثناء صغيرات الحوض)، وجميع التماسيح باستثناء أشباه التمساحيات، والتيروصورات، والديناصورات، والعديد من الأمونيتات (بما في ذلك السيراتيتيدا بأكملها)، وذوات الصدفتين، وعضديات الأرجل، والشعاب المرجانية والإسفنج. ظهور الدياتومات. | 249.9             |
| الثلاثي  | المبكر   | الإندوان   | - أحداث جيولوجية: تكون جبال الأنديز في أميركا الجنوبية. وتكون الجبال السيمرية في آسيا. وبداية تكون جبال رانجيتاتا في نيوزيلندا. نهاية حركة تكون جبال هنتر-بوين في شمال أستراليا، وكوينزلاند ونيوساوث ويلز (تقريبا قبل 260 - 225 مليون سنة). - أحداث حيوية : أصبحت الأركوصورات مثل أشباه السوكيات مهيمنة في البر، أما في الهواء فقد هيمنت التيروصورات. وقد نشأت الديناصورات كذلك من الأركوصورات ثنائية الأرجل. هيمنة الإكتيوصورات والنوتوصورات (مجموعة من العظائيات الزعنفية) على الحيوانات البحرية الكبيرة. أصبحت كلبيات الأسنان أصغر حجمًا وأكثر نشاطا بالليل، لتصبح في النهاية أول الثدييات الحقيقية، بينما انقرضت مندمجات الأقواس الأخرى المتبقية. أنتشرت الرنكوصورات (أقارب الأركوصورات). ظلت السرخسيات البذرية المسماة ديكروديوم شائعة في غندوانا، قبل أن تحل محلها عاريات البذور المتقدمة. كثرت البرمائيات الكبيرة مثل مقسومات الفقار. شاعت الأمونيتات السيراتيتيدية بشكل كبير. ظهرت المرجانيات الحديثة والأسماك العظمية، وكذلك العديد من رتب من الحشرات الحديثة ورتبها الفرعية. ظهور نجم البحر. حدث الكارناني الممطر حوالي 234-232 مليون سنة سمح للديناصورات الأولى والعظايا الحرشفية (بما في ذلك منقاريات الرأس) بالانشار. حدث انقراض الثلاثي-الجوراسي منذ 201 مليون سنة، مما أدى إلى محو جميع مخروطيات الأسنان وآخر نظيرات الزواحف، والعديد من الزواحف البحرية (على سبيل المثال جميع العظائيات الزعنفية باستثناء البليزوصورات وجميع الإكتيوصورات باستثناء صغيرات الحوض)، وجميع التماسيح باستثناء أشباه التمساحيات، والتيروصورات، والديناصورات، والعديد من الأمونيتات (بما في ذلك السيراتيتيدا بأكملها)، وذوات الصدفتين، وعضديات الأرجل، والشعاب المرجانية والإسفنج. ظهور الدياتومات. | 251.902 ± 0.024   |
| البرمي   | اللوبنجي | الشانغسنغي | أقدم | أقدم              |

## الجغرافيا
خلال العصر الثلاثي تجمعت كل الكتل الأرضية تقريبا في قارة عظمى واحدة متمركزة إلى حد ما على خط الاستواء وممتدة نحو القطبين، يطلق عليها اسم بانجيا («كل الأرض»). كانت هذه القارة شكل الحرف "C" تجاه الشرق وفي داخل الحرف "C" على طول خط الاستواء يخترق بانجيا بحر تيثس، مما تسبب في إغلاق محيط تيثس القديم.

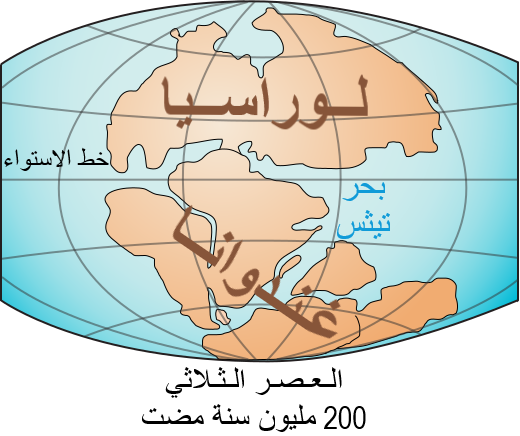
خريطة الأرض أثناء العصر الثلاثي.

في منتصف العصر الثلاثي اخترق بحر آخر مماثل على طول خط الاستواء من الغرب، وكانت الشواطئ المتبقية محاطة بالمحيط العالمي المعروف باسم أبو المحيطات ("Panthalassa"). اختفت جميع الرواسب في أعماق المحيطات التي تجمعت خلال العصر الثلاثي من خلال اندساس الصفائح المحيطية. وبالتالي، فإنه لا يُعرف سوى القليل عن محيط العصر الثلاثي المفتوح.
تصدعت القارة بانجيا بالتفكك خلال هذه الفترة، وخاصة في الثلاثي العلوي، لكنها لم تنفصل بعد. شملت لوراسيا كل من أمريكا الشمالية، وأوروبا ومعظم آسيا الحديثة. وشملت غوندوانا كل من أفريقيا، وشبه الجزيرة العربية، والهند، وأستراليا، والقارة القطبية الجنوبية وأمريكا الجنوبية. خلال هذه الفترة كانت بانجيا تتحرك ببطء شديد شمالا، وتبين هذه الحركة بداية العلامات الأولى لتفككها، مع ظهور فجوات في الجزء الشرقي من أمريكا الشمالية، وفي الجزء الأوسط والغربي من أوروبا وشمال غرب أفريقيا. وظهرت أول رواسب غير بحرية في الصدع الذي حدث بسبب الانفصال الأولي لبانجيا والذي فصل نيوجيرسي عن المغرب، وكانت في أواخر العصر الثلاثي. وقد شكلت هذه الرواسب الخشنة مجموعة نيوارك في الولايات المتحدة.
خلال الثلاثي السفلي ارتفع مستوى سطح البحر بشكل طفيف؛ ومع ذلك، فإن المناطق التي ظهرت لا تزال مرتفعة للغاية. شكل محيط تيثس فجوة واسعة وأصبح طريق للاجتياح البحري. وبالرغم من أن النباتات البرية المهيمنة في العصر الثلاثي تختلف عن البرمي، إلا أن أنماط التوزيع ظلت في بانجيا (نباتات جنوب غندوانا ونباتات سيبيريا ونباتات لوراسيا ذات ظروف أكثر جفافاً ودفئا في خطوط العرض الاستوائية).
ولأن كتلة القارة العظمى لديها خط ساحلي أقل مقارنة بالكتل الممزقة، فإن الرواسب البحرية للعصر الثلاثي نادرة نسبيا على مستوى العالم، بالرغم من بروزها في أوروبا الغربية، حيث تمت دراسة العصر الثلاثي لأول مرة. وفي أمريكا الشمالية، على سبيل المثال، تقتصر الرواسب البحرية على ظهور قليل في الغرب. وبالتالي فإن طبقات العصر الثلاثي تعتمد في الغالب على الكائنات الحية التي تعيش في البحيرات والبيئات شديدة الملوحة، مثل بعض القشريات.

### أفريقيا
في بداية حقبة الحياة الوسطى انضمت أفريقيا مع قارات الأرض الأخرى إلى بانجيا. شاركت أفريقيا القارة العظمى الحيوانات المتجانسة التي كان يهيمن عليها في نهاية العصر الثلاثي وحشيات الأرجل، والعظايا المسطحة، وطيريات الورك البدائية. وقد تم العثور على أحافير الثلاثي المتأخر في جميع أنحاء أفريقيا، وكانت أكثرها في الجنوب. تشير الحدود الزمنية الفاصلة بين العصر البرمي والثلاثي بحدوث الانقراض ذو التأثير العالمي، بالرغم من عدم دراسة الطبقات الأفريقية لهذه الفترة الزمنية بدقة.

### اسكندنافيا
يُعتقد أن سُهْب العصر الثلاثي قد تشكلت في ما يعرف الآن بالنرويج وجنوب السويد. ويمكن تتبع بقايا هذا السُهْب كقمة انسجام للساحل الغربي السويدي. وقد تكون سُهْب العصر الثلاثي لشمال النرويج، مدفونة في رواسب لتنبش بعد ذلك وتصبح سهول شاطئية تسمى مسطحات شاطئية. أظهرت تأريخ طين الإليت من مسطحات بوملو الشاطئية، في جنوب النرويج أن الطبيعة هناك أصبحت مجوية خلال العصر الثلاثي المتأخر (تقريبا 210 مليون سنة مضت) مع احتمال تشكل الطبيعة أيضا خلال ذلك الوقت.

### أمريكا الجنوبية
في (باليوروتا جيوبارك) التي تقع في ريو غراندي دو سول، البرازيل، تعرضت تشكيلات سانتا ماريا وكاتوريتا للتعري. وفي هذه التشكيلات تم اكتشاف أحد أقدم الديناصورات المسمى بالستوريكوصور، بالإضافة إلى أسلاف الثدييات مثل الوحش البرازيلي وبرازيلية الأسنان.

## المناخ
كان المناخ القاري الداخلي في العصر الثلاثي بشكل عام ساخنا وجافا، بحيث أن الرواسب النموذجية كانت عبارة عن طبقات حمراء من الأحجار الرملية والمتبخرات. ولا يوجد أي دليل على التجلد عند أو بالقرب من أي من القطبين. وفي الحقيقة، تبدو المناطق القطبية أنها كانت رطبة ومعتدلة، موفرة مناخ مناسب للغابات والفقاريات، ومن ضمنها الزواحف. وقد حد حجم بانجا الكبير من التأثير المعتدل للمحيط العالمي؛ وكان مناخها القاري موسمي للغاية، حيث أن الصيف حار جداً والشتاء بارد جدا. وأدى هذا التباين القوي بين قارة بانجيا الكبرى والمحيط العالمي إلى رياح موسمية استوائية شديدة.
ربما كانت فترة العصر الثلاثي جافة، لكن يوجد دليل على أنه قد تخللته عدة أحْداث من زيادة هطول الأمطار في خطوط العرض الاستوائية وشبه الاستوائية لبحر تيثس والأراضي المحيطة بها. وتوحي الرواسب والأحافير بمناخ أكثر رطوبة عرفت من مرحلة الأنيسي إلى اللاديني في نطاق بحر تيثس، ومن مرحلة الكارني والرايتاني لمنطقة أكبر تتضمن أيضا نطاق بحر بوريال (على سبيل المثال، جزر سفالبارد)، وقارة أمريكا الشمالية، وكتلة الصين الجنوبية والأرجنتين.
إن أفضل دراسة لمثل أحداث المناخ الرطب هذه، وقد يكون أكثرها كثافة وانتشارا، كان حدث الكارني المطري.

## الحياة
يمكن تمييز ثلاث فئات من الكائنات الحية في سجل العصر الثلاثي:
1. الكائنات الناجية من حدث انقراض البرمي-الثلاثي.
2. المجموعات الجديدة التي ازدهرت خلال فترة وجيزة.
3. المجموعات الجديدة الأخرى التي هيمنت على حقبة الحياة الوسطى.

### النباتات
تشمل النباتات الباقية على اليابسة النباتات الذئبية والنباتات السائدة مثل السيكاد والجنكيات (تمثل في العصر الحديث نبات جنكة بيلوبا)، والسرخسانية، والكنباث، والسرخسيات اللسانية. بدأت النباتات البذرية تسيطر على النباتات الأرضية: ففي نصف الكرة الشمالي، ازدهرت السراخس والمخروطيات والبينيتيات. وكانت شجرة السرخس اللساني (سرخسيات بذرية) من أشجار نصف الكرة الجنوبي السائدة خلال فترة الثلاثي المبكر.

### العوالق
كانت النباتات الأصلية (الطحالب الحمراء والخضراء) قبل انقراض البرمي تعتبر هي العوالق النباتية البحرية الرئيسية منذ حوالي 659-645 مليون سنة، عندما حلت محل العوالق البحرية البكتيريا الزرقاء، التي ظهرت لأول مرة منذ حوالي 800 مليون سنة، كعوالق نباتية سائدة في المحيطات. وفي العصر الثلاثي، أصبحت طحالب التعايش الداخلي الثانوي أهم العوالق.

### الحيوانات البحرية والمياه العذبة

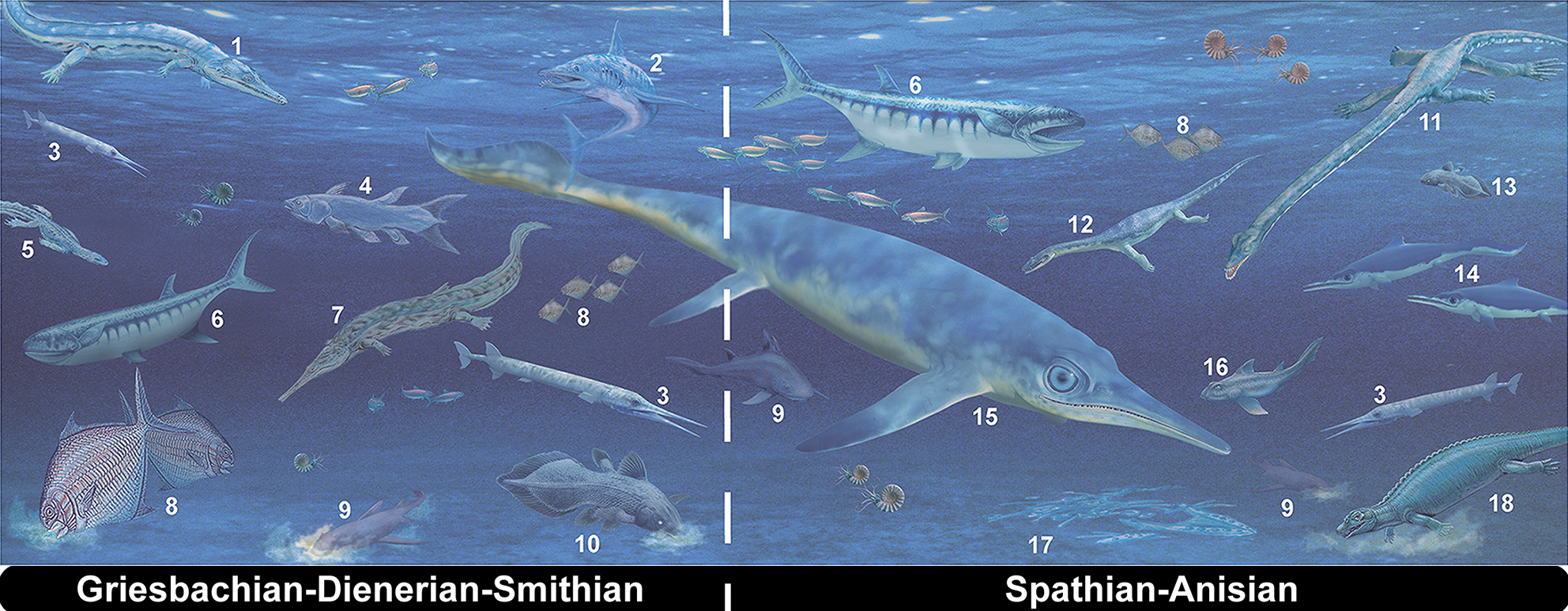
ذروة الفقاريات البحرية المفترسة في الثلاثي المبكر

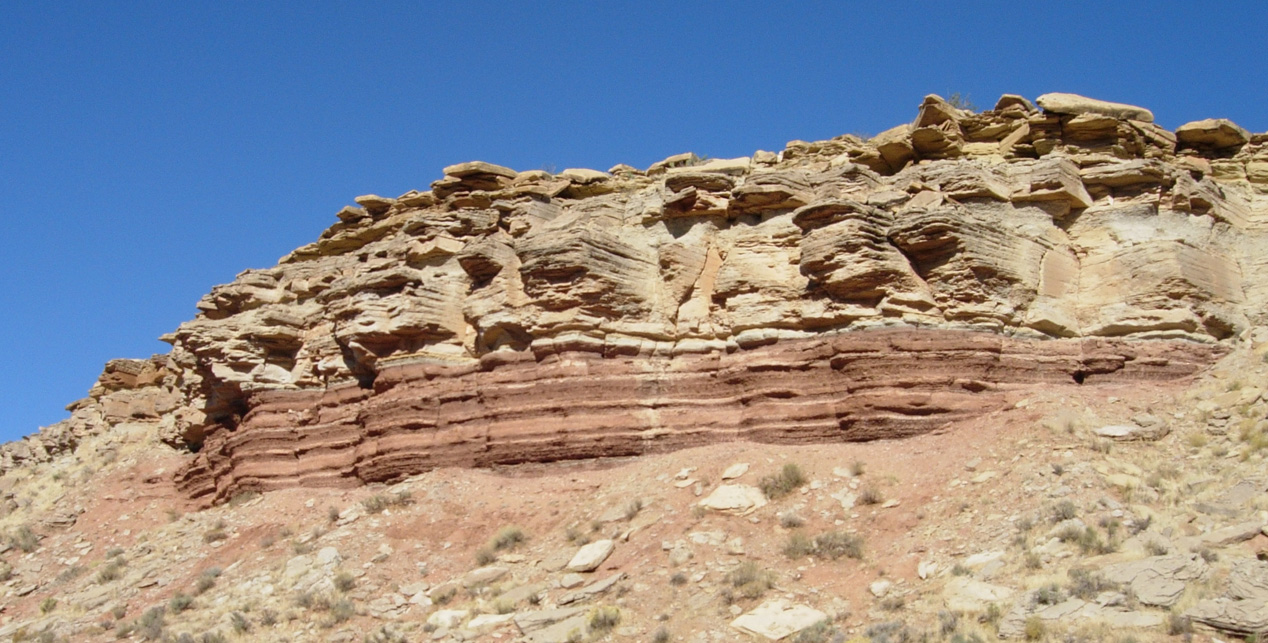
تسلسل بحري هامشي للثلاثي الأوسط، جنوب غرب يوتا

في العصر الثلاثي المبكر ظهرت في البيئات البحرية أنواع حديثة جديدة من المرجان، مشكلة بقع صغيرة من الشعاب على نطاق متواضع مقارنة بأنظمة الشعاب العظيمة في العصر الديفوني أو العصر الحالي. وفي الثلاثي الأوسط ظهرت فصيلة الديدان المروحية. بدأت الصدفيات الدقيقة بالوفرة. وبدأت رأسيات القدم الصدفية المسماة أمونيت بالتعافي، وتنوعت من خط واحد قد نجا من الانقراض البرمي.
كانت الأسماك متشابهة بشكل ملحوظ، مما يدل على أن لفصائل التي نجت من انقراض البرمي قليلة جدا. ويوجد أيضا عدد من أنواع الزواحف البحرية الناجية من انقراض البرمي، مثل: العظائيات الزعنفية، وأبرزها العظاءات السابحة والنوتوصورات (كلاهما شائع خلال العصر الثلاثي الأوسط، خاصة في منطقة تيثس)، ولوحيات الأسنان، والبليزوصورات الأولية. سرعان ما تنوعت أولى شبيهات السحالي مثل العظائيات المحيطية (عظاءة أسكبتية) والإكتيوصورات المتفوقة، والتي ظهرت في بحار الثلاثي المبكر، وبعضها تطور في النهاية إلى أحجام ضخمة خلال العصر الثلاثي المتأخر. كما تم ظهور أوصاف السمكة العظائية والبيرغيريا شبه الاستوائيتين في طبقات الثلاثي المبكرة.

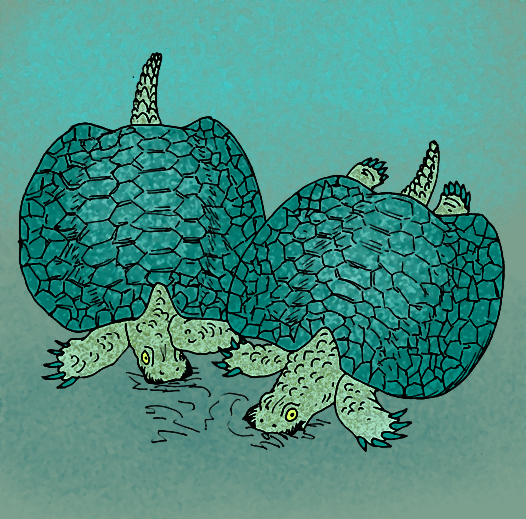
بالينية الأسنان[الإنجليزية] (لوحيات الأسنان)
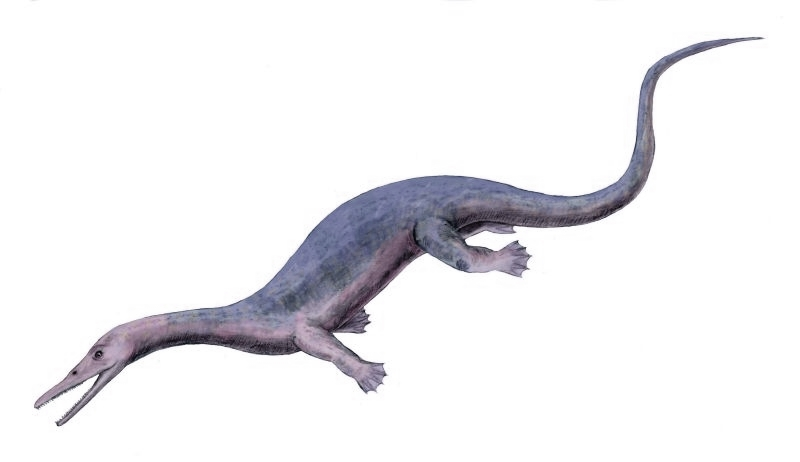
عظاءة أسكبتية (عظائيات محيطية)
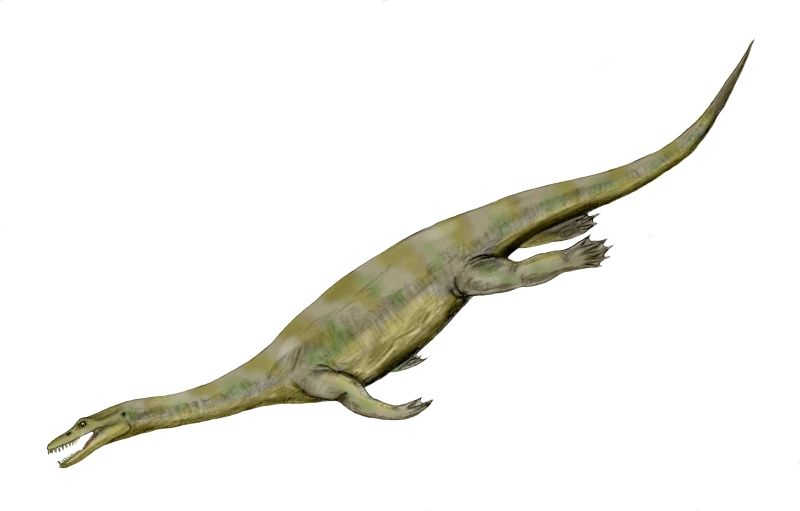
نوتوصور (نوتوصورات)
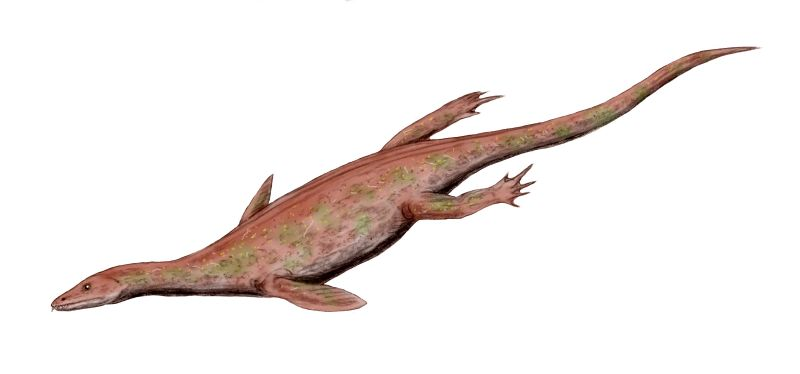
ليروصور (نوتوصورات)
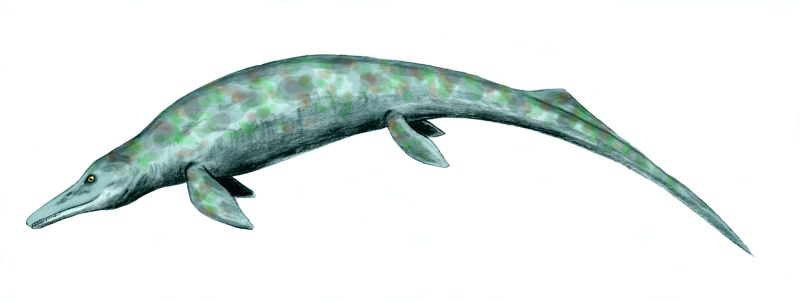
زورقي الفقار (إكتيوصور)
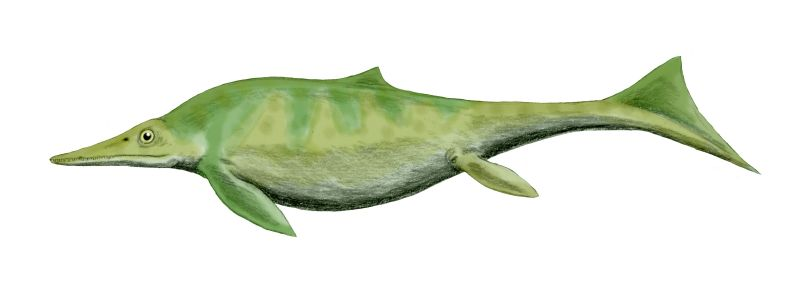
كاليفورنوصور (إكتيوصور)

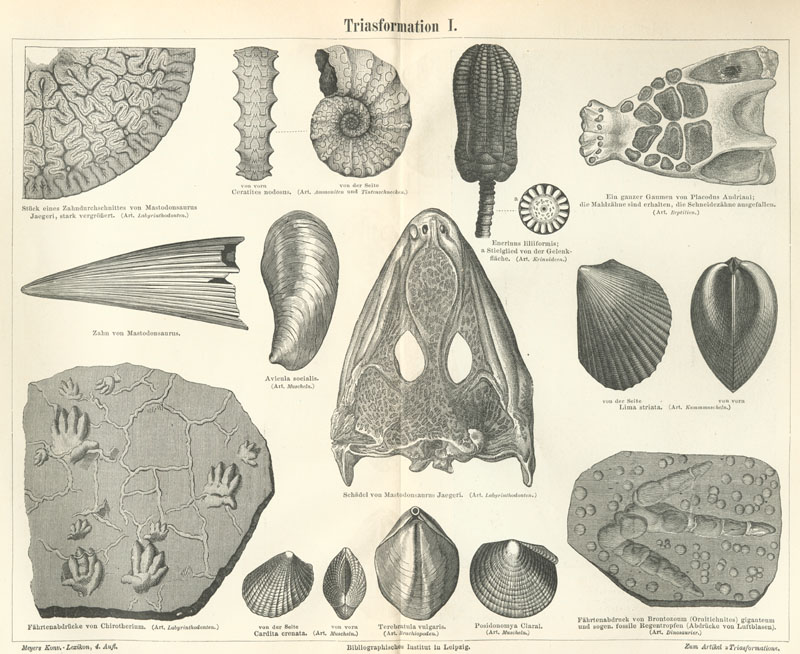
بعض أحفورات العصر الثلاثي.

تشمل حيوانات المياه العذبة التي ظهرت في العصر الثلاثي أو حققت مستوى جديد من النجاح التطوري خلاله:
- الأسماك الرئوية: كانت البحيرات والأنهار مأهولة بالأسماك الرئوية (Dipnoi)، مثل قرنية الأسنان، المعروفة بشكل رئيسي من ألواح الأسنان الوفيرة في سجلات الأحفورية.[32]
- مقسومات الفقار: تعد واحدة من أكبر المجموعات البرمائيات الأولية، وقد نشأت خلال العصر الفحمي، كانت لا تزال كبيرة الحجم. عندما كثرت في البيئات الأرضية والمائية، لم تلبث حتى حلت الزواحف محل أغلب الأنواع الأرضية. وكانت الناجية من العصر الثلاثي مائية أو شبه مائية، ومنها التوبيلاكوصور[الإنجليزية]، والتابانشيا[الإنجليزية]، والعظاءات الخيشومية[الإنجليزية]، ودقيقة الحراشف[الإنجليزية] والتي جميعها ماتت في الثلاثي المبكر، ومجسمات الفقار المتفوقة نجت مع الناجين في العصر الطباشيري. وأكبرها عظاءة السن الثدييية[الإنجليزية] التي يصل طولها من 4 إلى 6 أمتار.
- العظايا النباتية: وهي من الأركوصورات التي ازدهرت في أواخر العصر الثلاثي. تشبه بصفتها شبه مائية وبخطمها الطويل وافتراسها التماسيح الموجودة حاليا وربما كان لديها أسلوب حياة مماثل بصيد الأسماك والزواحف الصغيرة التي تعيش بالقرب من حافة الماء. لكن هذا التشابه يعتبر سطحي فقط وهي حالة رئيسية للتطور المتقارب.

كانت مقسومات الفقار البرمائيات من بين تلك المجموعات التي نجت من الانقراض البرمي الثلاثي؛ وازدهرت بعض السلالات (مثل التريماتوصورات) لفترة وجيزة في العصر الثلاثي المبكر، بينما الأخرى (مثل الكابيتوصورات) ظلت متفوقة طوال الفترة بأكملها، أو بعض التي قد ظهرت فقط في الثلاثي المتأخر (مثل البلاغيوصورات ، الميتوبوصورات). أما البرمائيات الأخرى، فقد عرفت أولى البرمائيات الملساء التي هي أسلاف الضفادع الأولى من خلال العصر الثلاثي المبكر، لكن المجموعة بأكملها لم تصبح شائعة حتى العصر الجوراسي، عندما أصبحت مقسومات الفقار نادرة جدا.

### الحيوانات الأرضية
تشمل مجموعات الحيوانات الأرضية التي ظهرت في العصر الثلاثي أو حققت مستوى جديد من النجاح التطوري خلاله:
- عظائيات منقارية: حيوانات عاشبة ازدهرت لفترة قصيرة فقط، ثم انقرضت منذ حوالي 220 مليون سنة. كانت وفيرة بشكل استثنائي في العصر الثلاثي، وتعد من العواشب الرئيسية الكبيرة في العديد من النظم البيئية. تقوم بقص النباتات بمساعدة مناقيرها وصفوف الأسنان على سطح الفم.
- الأيتوصورات: وهي من الأركوصورات المدرعة بدروع قوية والتي كانت شائعة خلال الثلاثين مليون سنة الأخيرة من العصر الثلاثي المتأخر، لكنها ماتت في الانقراض الثلاثي-الجوراسي. معظم الأيتوصورات عاشبة، وتتغذى على النباتات القصيرة الناشئة، ووقد يكون البعض منها أكلا للحوم.
- تمساحيات راو: وهي مجموعة أخرى من الأركوصورات، والتي كانت من المفترسات الرئيسية لمعظم النظم البيئية الأرضية في العصر الثلاثي. وقد تم العثور على أكثر من 25 نوعا تشمل الصيادة الرباعية الأقدام العملاقة، والآكلة للحوم ذات الأقدام الملساء، والحوش القاطعة للأخشاب التي تتميز بوجود شراع طويل على ظهرها. ومن المحتمل أنها قد احتلت مكانة المفترسات الكبيرة التي امتلأت لاحقا بوحشيات الأرجل.
- وحشيات الأرجل: وهي ديناصورات تطورت لأول مرة في العصر الثلاثي لكنها لم تتطور إلى أحجام كبيرة حتى العصر الجوراسي. ومعظم وحشيات الأرجل الترياسية، كالسيلوفايسز، كان طولها حوالي 1-2 متر فقط وتصطاد فرائسها الصغيرة في التي في ظل تمساحيات راو العملاقة.
- كلبيات الأسنان: وهي مجموعة كبيرة من الثدييات الحقيقية. تطورت كلبيات الأسنان الأولى في العصر البرمي، لكن الكثير من مجموعاتها ازدهرت خلال العصر الثلاثي. ومن سماتها الثديية المميزة الشعر، والرأس كبير، والوقوف المستقيم. كانت العديد منها صغيرا ولكن العديد من أشكالها كانت هائلة وحلت محل الحيوانات العاشبة الكبيرة قبل تطور الديناصورات أشباه الصوروبوديات، وكذلك آكلة اللحوم كبيرة الحجم.

تسبب انقراض البرمي الثلاثي في دمار الحياة الأرضية. لكن التنوع البيولوجي انتعش، فقد عاشت الأنواع الباقية في الأراضي الفارغة، لكن كانت أعمارها قصيرة. واستغرقت المجتمعات المتنوعة ذات الشبكة الغذائية المعقدة حوالي 30 مليون سنة لتعود من جديد.
اختفى في العصر الثلاثي معظم شبيهات الزواحف جذور السلويات التي نشأ منها السلويات، ولكن نجت منها مجموعتان من قاطنات المياه: مندغمات الأجزاء التي نجت فقط في الجزء المبكر الأول من العصر، والكرونيوسوشات التي نجت حتى نهاية العصر الثلاثي.
بشكل تدريجي حلت زواحف أشباه الأركوصورات، وبخاصة الأركوصورات محل مندمجات الأقواس التي كانت مهيمنة في العصر السابق البرمي. كان كلبي الفك يتميز بالمفترس الأول في غندوانا خلال العصر الثلاثي المبكر (الأولنكي والأنيسي). كل من الديساينودونت الكانيمياري وظلت شوكية الأسنان كلبيات الأسنان عاشبة خلال معظم الفترة، ولعبت الإكتنينيات دورا بسبب كبر حجمها، وافتراسها للحيوانات في العصر الثلاثي المتأخر. خلال مرحلة الكارني (الجزء المبكر من العصر الثلاثي المتأخر)، تسببت بعض كلبيات الأسنان المتقدمة إلى ظهور أولى الثدييات. وتعتبر رصغيات الساق الفرع الحيوي من الأركوصورات الهامة الأخرى، حيث وصلت خلال العصر الثلاثي المتأخر إلى زيادة في تنوعها، مع مجموعات أخرى مختلفة مثل العظاءات النباتية، والأيتوصورات، وسلالات متعددة من تمساحيات راو المتميزة، والتمساحيات (التماسيح الإسفينية) الأولية. في هذه الأثناء، كانت العظاءات المنقارية العاشبة السمينة والعظائيات الأولية الصغيرة والمتوسطة الحجم التي تقتات على الحشرات أو الأسماك هي مجموعات أشباه أركوصورات قاعدية مهمة في معظم أوقات العصر الثلاثي.
من بين الزواحف الأخرى، ظهرت السلاحف البدائية مثل السلحفاة المبكرة والسلاحف الأولية خلال مرحلة النوري من العصر الثلاثي المتأخر. تم العثور لأول مرة على أشباه العظايا الحرشفية، وعلى وجه التحديد منقاريات الرأس، في السجل الأحفوري من مرحلة الكارني المبكرة. وكانت البركلوفونات من المجموعات المهمة من العواشب الصغيرة الشبيهة بالسحالي.

خلال العصر الثلاثي، شُردت وحشيات الأقواس الأركوصورات، كالسلويات التي كانت سائدة. وقد يكون هذا «الاستيلاء الترياسي» قد ساهم في تطور الثدييات من خلال إجبار وحشيات الأقواس التي على قيد الحياة وخلفائها من ثدييات الشكل على العيش كحيوانات صغيرة، وحاشرات لليلية أساسية. قد تكون الحياة الليلية قد أجبرت ثدييات الشكل على تطوير فراءها ومعدل أيضها أصبح أعلى.

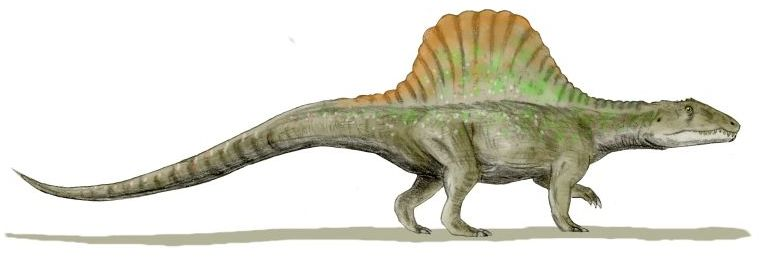
أريزوناصور
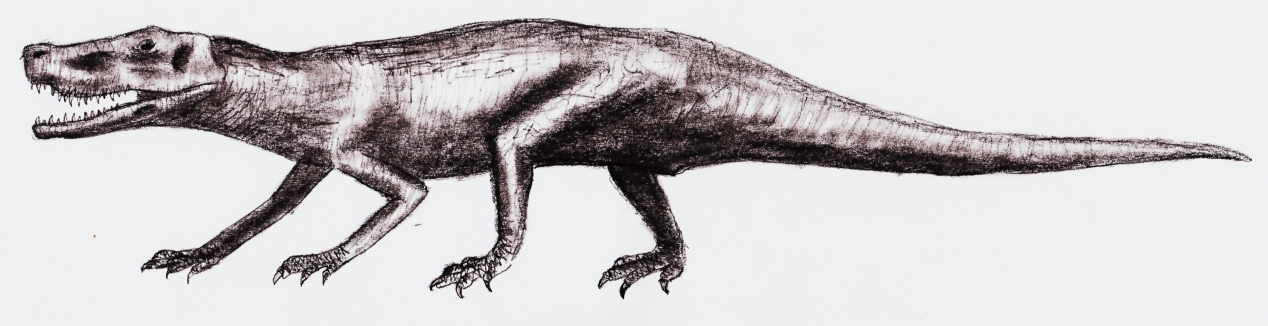
فاسولاسوكس
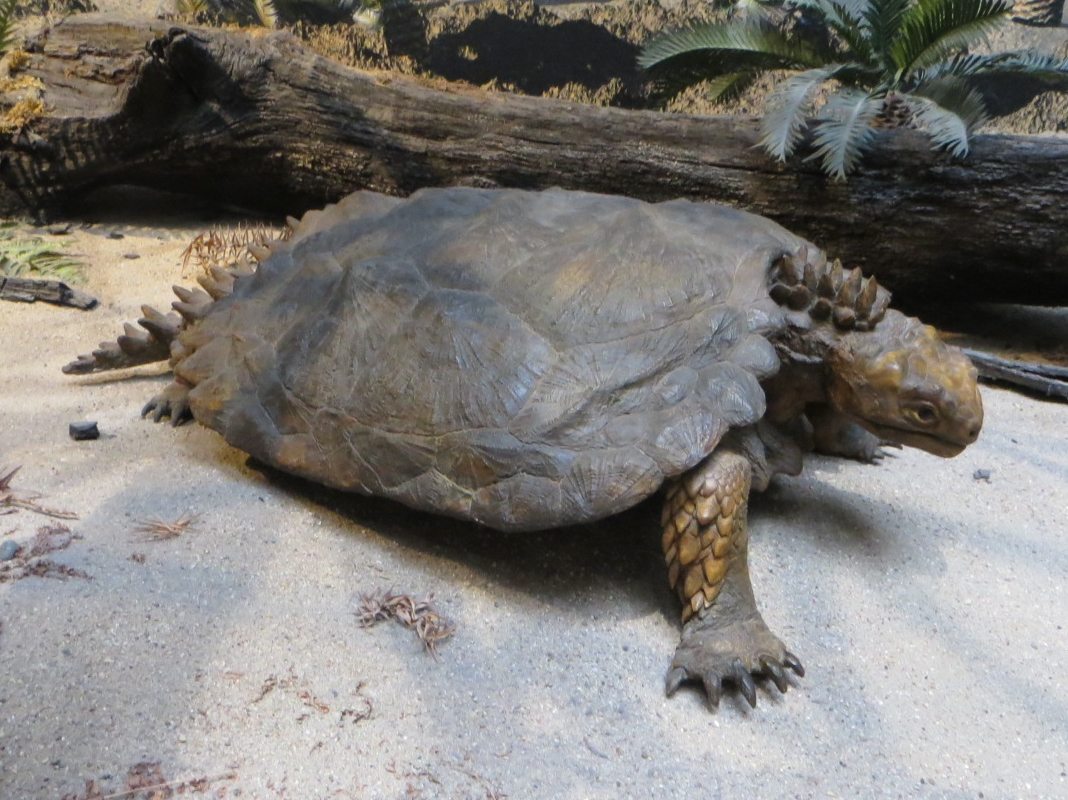
سلحفاة مبكرة ( جنس من السلاحف البدائية )

### حيوانات الهواء

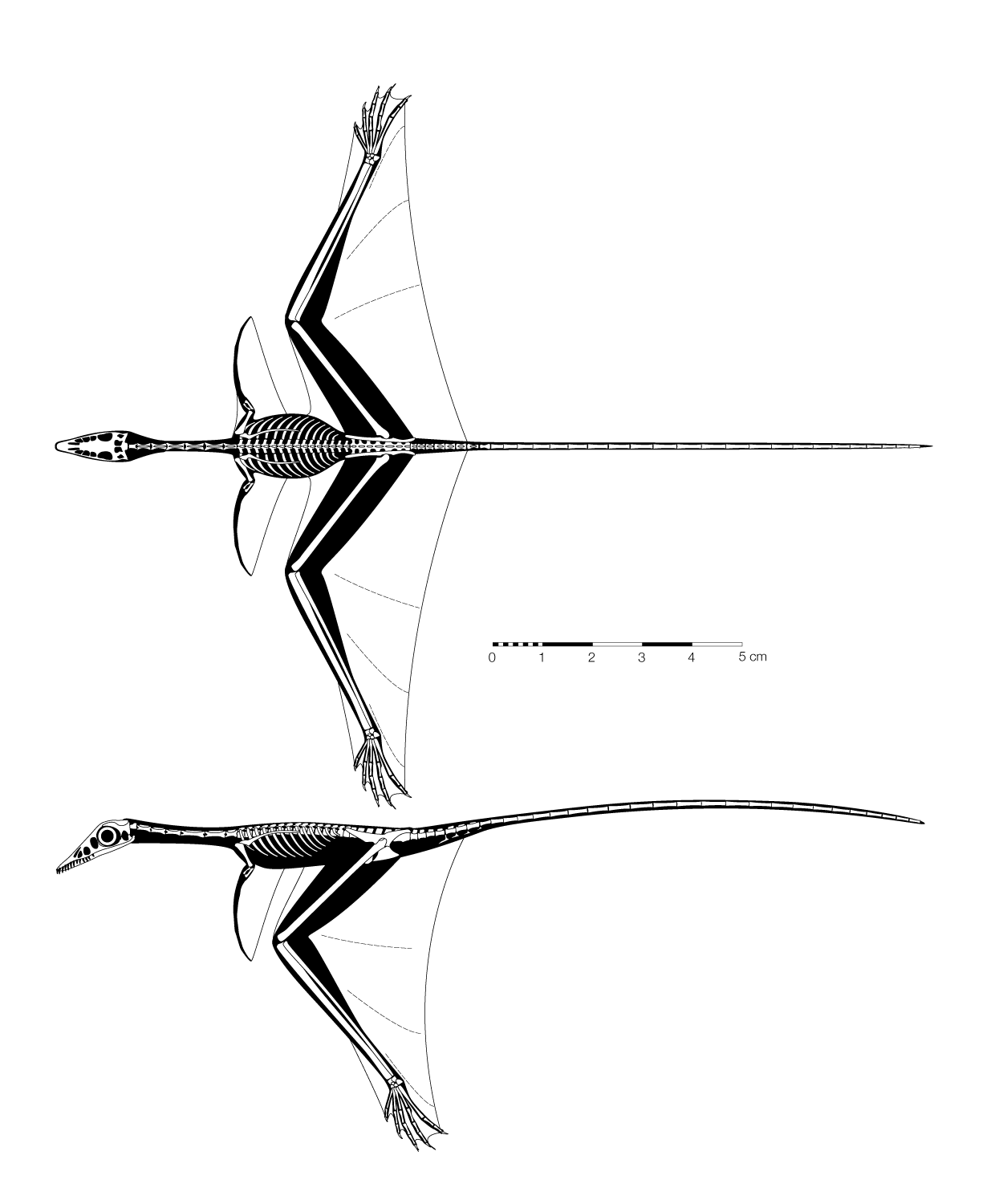
مجنحة شاروف، من العظائيات الأولية التي قد تكون مرتبطة أو من سلف التيروصورات.

في الثلاثي العلوي، تطورت مشطيات القدم الطيرية التي كانت حتى ذلك الحين صغيرة وغير مهمة، وأصبح على أطرافها غشاء قد يساعدها على الطيران. وبعض الأنواع لديها أجنحة على أرجلها الأمامية وأخرى على الخلفية. أصبحت التيروصورات أكثر وفرة، وبرتبة زواحف مختلفة الديناصورات، ذات دم حار ورأس كبير وجسم صغير وأجنحة نحيلة طويلة تنتهي بأربعة مخالب صغيرة.

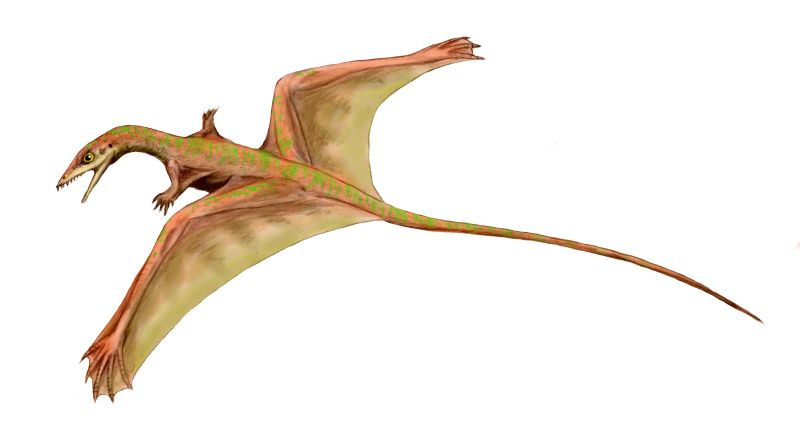
مجنحة شاروف (العظائيات الأولية)
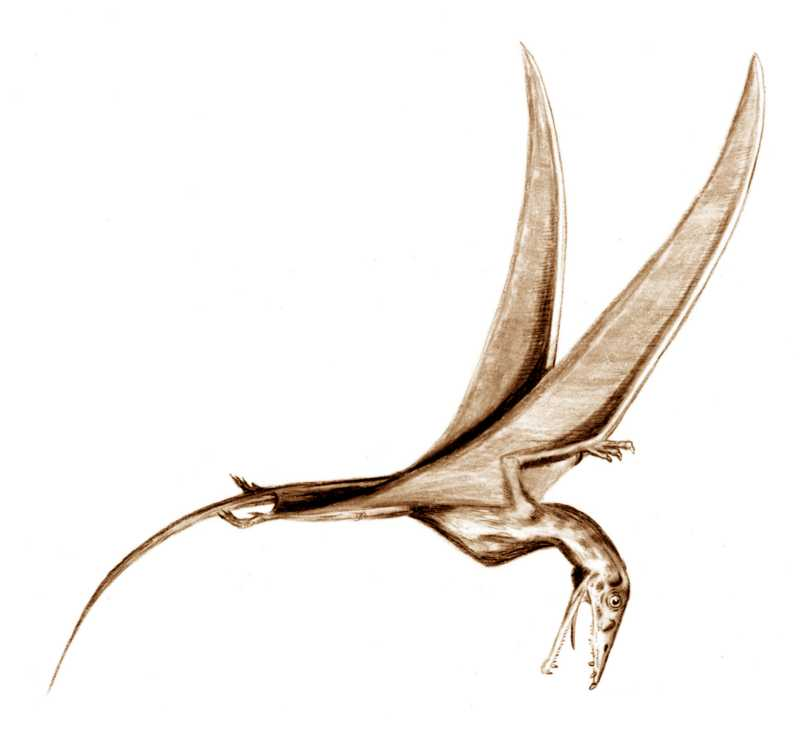
الإدايمورفادون[الإنجليزية] (التيروصورات)

بخلاف سابقاتها، فقد كانت التيروصورات في أواخر العصر الثلاثي قادرة على القيام برحلات لمدة معينة بحيث تغطي مسافات غير عادية حتى ذلك الوقت. تعتبر أحافير التيروصورات شائعة جدًا فقد تم العثور على مئات العينات منها التي تنتمي إلى ثمانية أنواع مختلفة. ربما كان الإدايمورفادون أولها.

## الفحم

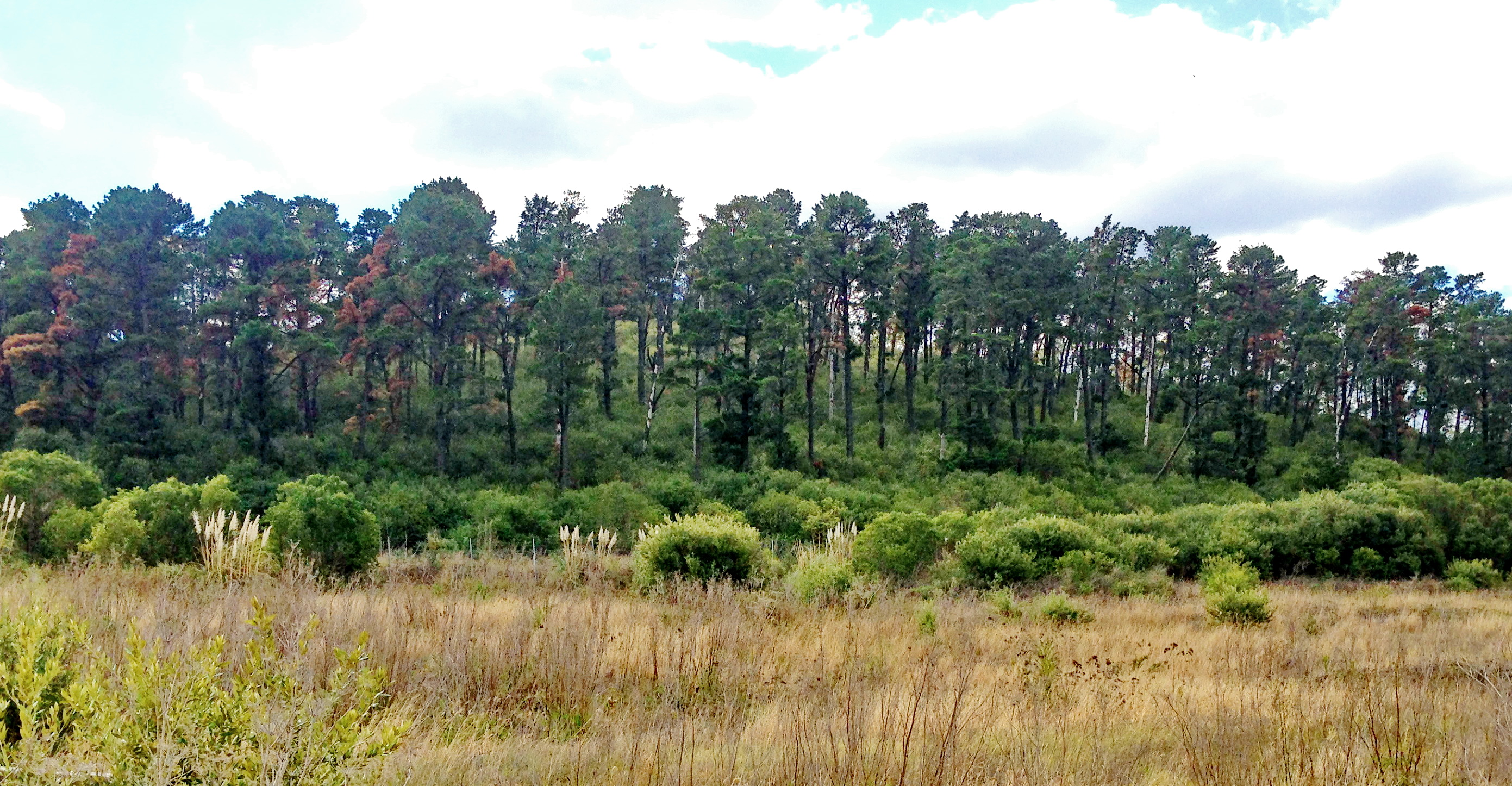
احتلت النباتات الصنوبرية محل نباتات السرخس بشكل مفاجئ في جميع أنحاء أستراليا فوق الحدود البرمية الثلاثية.

- لا يوجد تاريخ معروف للرواسب الفحمية منذ بداية العصر الثلاثي. ويُعرف ذلك باسم «فجوة الفحم»، ويمكن رؤيته كجزء من حدث الانقراض البرمي الثلاثي.[37] قد يكون الانخفاض الحاد في مستوى سطح البحر في وقت حدود البرمي-الثلاثي هو أفضل تفسير لفجوة الفحم. ومع ذلك، لا تزال هناك تكهنات حول سبب هذه الفجوة.[38] ساهمت الظروف الصحراوية القاحلة خلال العصر البرمي السابق في تبخر البحار الداخلية وغمر هذه المناطق بعد ذلك، قد تكون أحداث التسونامي هي المسؤولة عن انخفاض مستوى سطح البحر.[39] والأدلة على ذلك وجود أحواض الملح الكبيرة في جنوب غرب الولايات المتحدة والحوض الكبير جدا في وسط كندا.[40] يتكون فحم العصر الثلاثي من البقايا المتحجرة للنباتات والأشجار الترياسية.
- أصبحت المخروطيات شائعة في أوراسيا وأستراليا التي تحتوي على أعداد قليلة من أنواع الحزازيات الذئبية العشبية تحت الطبقات. نشأت هذه المجموعات من المخروطيات من أنواع متوطنة بسبب حواجز المحيط التي منعت البذور من العبور لأكثر من 100 مليون سنة. على سبيل المثال، تقع نباتات المعلاقة جنوبا، والصنوبر والعرعر، والسيكويات شمالا. يمر الخط الفاصل عبر وادي الأمازون، عبر الصحراء الكبرى، وشمال شبه الجزيرة العربية، مرورا بالهند، وتايلاند، وأستراليا.[41][42] يقال أنه كان هناك حاجز مناخي للصنوبريات،[43] بالرغم من أن حواجز المياه أكثر أحتمالية. ولو كان كذلك فإنه على الأقل يجب أن يكون هناك شيئا قد عبر الحاجز المائي الصغير وشارك في إنتاج فجوة الفحم. قد يكون المناخ الحار أحد العوامل المساعدة المهمة عبر القارة القطبية الجنوبية أو مضيق بيرينغ. ومع ذلك، فقد كان هناك ارتفاع مباشر من ابواغ السرخس والحزازيات بعد نهاية البرمي.[44] وكان هناك أيضا ارتفاع مباشر في الأبواغ الفطرية بعد الحدود البرمية الثلاثية. ربما استمر هذا الارتفاع 50,000 سنة في إيطاليا و 200,000 سنة في الصين ويجب أن يكون قد ساهم في دفء المناخ.
- يجب أن يكون هناك حدث باستثناء كارثة قد تسببت في إحداث فجوة الفحم، لأن الفطريات كانت ستزيل جميع النباتات الميتة وبقايا تكوين الفحم في بضعة عقود في معظم المناطق الاستوائية. بالإضافة إلى ارتفاع الأبواغ الفطرية تدريجياً وانخفاضها بشكل مماثل مع انتشار الحطام الخشبي. وكل ظاهرة تشير إلى موت نباتي واسع النطاق. ومهما كان سبب فجوة الفحم، فلابد أنها قد بدأت في أمريكا الشمالية قبلها بحوالي 25 مليون سنة.[45]

## انقراض الثلاثي-الجوراسي

يرمز لحدث الانقراض الجماعي بعلامة "End Tr"

انتهى العصر الثلاثي بانقراض جماعي، وكان شديد بشكل خاص في المحيطات. اختفت مخروطيات الأسنان، كذلك جميع الزواحف البحرية باستثناء الإكتيوصورات والبليزوصورات. وتأثرت اللافقاريات مثل عضديات الأرجل، وبطنيات القدم، والرخويات بشدة. أختفى حوالي 22% من الفصائل البحرية في المحيطات وربما نصف الأجناس البحرية.
على الرغم من أن حدث الانقراض في نهاية العصر الثلاثي إلا أنه لم يكن مدمرا في معظم النظم البيئية الأرضية، فقط عدة سلاسل مهمة من رصغيات الساق (الأركوصورات الكبيرة التي اجتمعت مسبقا في شكل قرابيات الأسنان) اختفت، كذلك معظم تيهيات الأسنان البرمائية الكبيرة، ومجموعة من الزواحف الصغيرة، وبعض مندمجات الأقواس (باستثناء الثدييات الأولية). وأيضًا انقرضت بعض الديناصورات البدائية المبكر، لكن نجى أكثرها تكيفا لتتطور إلى العصر الجوراسي. وكانت الصنوبريات الحديثة والسيكاديويات من النباتات الباقية المهيمنة على عالم حقبة الحياة الوسطى.
لم يتأكد سبب انقراض الثلاثي المتأخر بعد. فقد كان مصحوبا بانفجارات بركانية ضخمة حدثت عندما بدأت القارة العظمى بانجيا بالتفكك منذ تقريبا 202 إلى 191 مليون سنة (تواريخ 40Ar/39Ar)، محدثة تشكيل مقاطعة وسط الأطلسي الصهارية (CAMP)، التي تعد أحد أكبر الأحداث البركانية الداخلية المعروفة منذ أن برد واستقر الكوكب لأول مرة. السبب الآخر المحتمل ولكنه أقل احتمالية لحدث الانقراض شاملة البرودة العالمية أو حتى اصطدام النيزك المتفجر الذي سببت حفرة اصطدامه بتكون خزان مانيكاغان في كيبك، كندا. ومع ذلك، فإن تاريخ ذوبان مانيكاغان يعود إلى 214±1 مليون سنة مضت. كما أنه تم تحديد تاريخ حدود العصر الثلاثي-الجوراسي بشكل أدق في الآونة الأخيرة، عند 201.4 مليون سنة مضت. وقد استخدمت أشكال أكثر دقة من التأريخ الإشعاعي لكلا التاريخين، على وجه الخصوص اضمحلال اليورانيوم داخل الزركون الذي تشكل في وقت الاصطدام. وبالتالي، فأن الأدلة تشير إلى أن اصطدام مانيكاغان سبق نهاية الثلاثي بحوالي 10±2 مليون سنة مضت. لذلك لا يمكن أن يكون هو السبب المباشر للانقراض الجماعي الملاحظ.

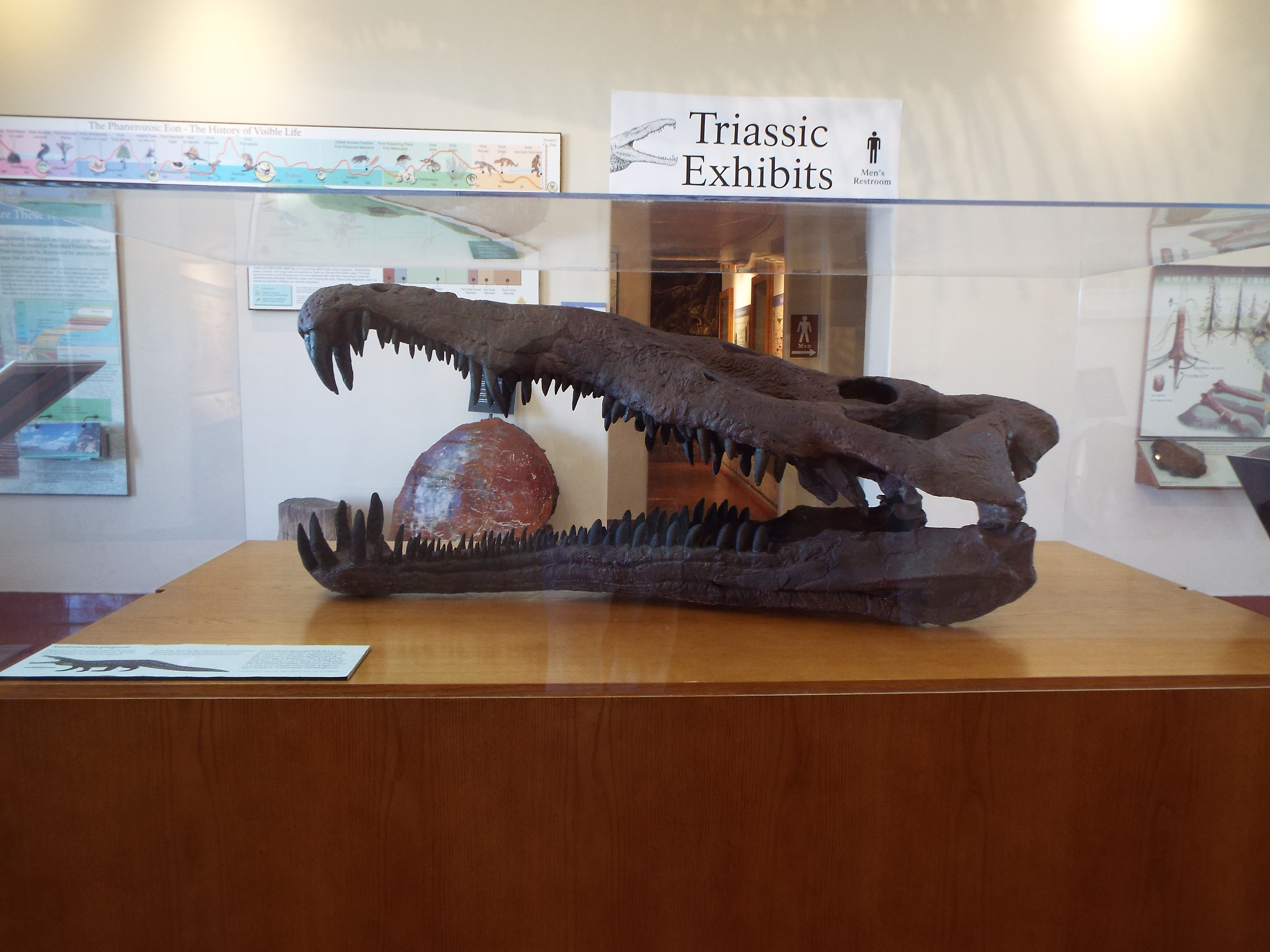
جمجمة من عظاءة نباتية للعصر الثلاثي وجدت في الحديقة الوطنية للغابات المتحجرة

حدث خلاف في عدد حالات الانقراض الثلاثي المتأخر. تشير بعض الدراسات إلى وجود فترتين على الأقل للانقراض قرب نهاية العصر الثلاثي، مفصولة بحوالي 12 إلى 17 مليون سنة. لكن الخلاف ضد هذا هو بدراسة حديثة عن حيوانات أمريكا الشمالية. يوجد في الغابة المتحجرة في شمال شرق أريزونا تسلسل فريد من الرواسب الأرضية لمرحلة (الكارني المتأخر - النوري المبكر). لم يوجد في تحليل عام 2002 أي تغير كبير في البيئة القديمة. تعتبر العظاءة النباتية من الأحافير الأكثر شيوعا هناك، فلم تواجه التغير إلا على مستوى الجنس فقط، أما الأنواع فقد ظل كما هي. بعض الأيتوصورات، ثاني أكثر رباعيات الأرجل شيوعا، والديناصورات المبكرة، لم يحدث لها أي شئ. ومع ذلك، فإن العظاءات النباتية والأيتوصورات من بين زواحف الأركوصورات تم القضاء عليها تماما خلال حدث الانقراض الثلاثي النهائي.
من المحتمل أن يكون هناك نوع من الانقراض في نهاية الكارني، عندما ماتت عدد من الأركوصورات العاشبة، بينما وحشيات الأقواس العاشبة الكبيرة تناقصت بشكل كبير في النصف الشمالي من بانجيا (لوراسيا).
سمحت هذه الانقراضات التي حدثت خلال الثلاثي وفي نهايته للديناصورات بالتوسع في الكثير من المكامن البيئية الغير مشغولة. أصبحت الديناصورات مهيمنة بشكل متزايد، ووفيرة ومتنوعة، وبقيت على هذا النحو لمدة 150 مليون سنة. «عصر الديناصورات» الحقيقي هو خلال العصور التالية الجوراسي والطباشيري، بدلاً من الثلاثي.